# Карпов, Александр Сергеевич
Алекса́ндр Серге́евич Ка́рпов (псевдонимы — Александр О’Ка́рпов, Шу́рман; 23 марта 1971, Москва — 26 октября 2002, Москва) — российский поэт, писатель, бард, переводчик, художник, участник творческой ассоциации «32 августа», лидер и солист ансамбля кельтской музыки «Ruadan», автор переводов с английского художественной литературы и мюзикла «Чикаго».

## Биография
С пяти лет учился музыке. В 1985 году начал осваивать гитару. В 1987 году поступил в Московский педагогический институт, во время учёбы занимался музицированием, сочинял стихи и песни. В числе наиболее сильных увлечений — кельтская культура. В 1995 году примкнул к творческой ассоциации молодых бардов «32 августа».
Член Союза Литераторов РФ (1996—1997).
23 октября 2002 года Карпов с женой оказались в числе заложников во время террористического акта на Дубровке. Погиб во время штурма театра 26 октября.
По инициативе друзей и соратников в 2004 году был выпущен объемный сборник произведений Карпова: Александр О’Карпов.  / Сост. Игорь Белый. — М.: Издатель И. В. Балабанов, 2004. — 704 с. — ISBN 5-901049-31-4.
В 2006 году выпущено второе издание в трёх томах: Александр О’Карпов.  / Сост. Игорь Белый. — М.: Memories, 2006. — 810 с. — ISBN 5-903116-14-0.

## Дискография
1. Каррикфергус (Концерт в галерее «Талисман», Владимир, 21.02.99), кассета (1:35:01)
2. Пятница № 7 (Концерт в московском рок-клубе 03.04.99), кассета
3. Игорь Белый и Александр Карпов (Запись с концерта 12.02.99 в Казани), кассета (1:37:32)
4. Дорога в Дублин (студия «Сибирский Тракт»), кассета, CD (44:02)
5. XXIX Грушинский фестиваль, 06.2002 (1:02:45)
6. Случайный концерт (Издательско-продюсерская фирма «Каравелла»), кассета